# Arcidiecéze Jakarta
Arcidiecéze Jakarta (latinsky Archidioecesis Giakartana) je římskokatolická metropolitní arcidiecéze v Indonésii, která má 2 sufragánní diecéze.  V jejím čele stojí kardinál Ignatius Suharyo Hardjoatmodjo, jmenovaný papežem Benediktem XVI. jako koadjutor arcibiskupa kardinála Darmaatmadjy v roce 2009 a ještě v témže roce nastoupil jako arcibiskup.